# E. D. E. N. Southworth

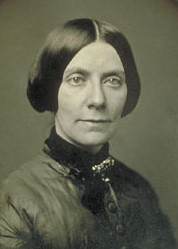
E.D.E.N. Southworth,
um 1860

Emma Dorothy Eliza Nevitte Southworth (geboren am 26. Dezember 1819 in Washington, D.C. als Emma Nevitte; gestorben am 30. Juni 1899 ebenda) war eine amerikanische Schriftstellerin. Sie schrieb etwa 70 Romane und war eine der meistgelesenen und bestverdienendsten amerikanischen Autorinnen in der zweiten Hälfte des 19. Jahrhunderts.
Die Literaturkritik rechnet ihre gefühlsbetont formulierten Romane, die oft als Feuilletonromane in Zeitschriften veröffentlicht wurden, der Trivialliteratur zu.

## Leben
Emma Nevitte wurde 1819 geboren. Nach dem Wunsch ihres sterbenden Vaters wurde sie 1824 auf den Namen Emma Dorothy Eliza getauft, so dass ihre Initialen ein E. D. E. N. (Eden) ergaben. Unter diesem Akronym veröffentlichte sie auch ihre zahlreichen Romane. Ihre verwitwete Mutter heiratete 1826 John Henshaw, den Privatsekretär des Politikers Daniel Webster. Ihre Kindheit verbrachte sie in der ländlichen Umgebung der Hauptstadt Washington, zumeist bei ihrer Großmutter in Maryland, wo sie später auch zahlreiche ihrer Geschichten ansiedelte.

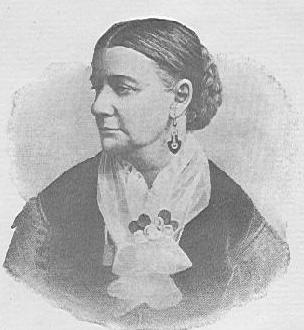
Mrs. Southworth im Jahr 1896

Im Jahr 1840 heiratete sie den windigen „Erfinder“ Frederick Hamilton Southworth und siedelte mit ihm nach Prairie du Chien, Wisconsin, einer Kleinstadt an der westlichen Siedlungsgrenze über, wo sie zunächst an der Landschule als Lehrerin tätig war. Aus der Ehe gingen zwei Kinder hervor.
Nach vier Ehejahren setzte sich ihr Mann nach Südamerika ab, so dass sie 1944 mit der Schriftstellerei begann, um den Lebensunterhalt für sich und ihre beiden Kinder zu verdienen. Die Ehe wurde nie geschieden, doch sahen sich die beiden offenbar nie wieder; erst als seine Frau mit ihren Romanen reich geworden war, versuchte er wieder mit ihr Kontakt aufzunehmen und verlangte wiederholt Geld von ihren Verlegern, allerdings vergebens.
E. D. E. N. Southworth brachte ihre Familie zunächst wieder mit ihrem Einkommen als Lehrerin durch. 1845 begann ihre literarische Karriere mit dem Abdruck ihrer ersten Kurzgeschichte The Irish Refugee. Ihr 1849 erschienener Erstlingsroman Retribution wurde ein Bestseller, und ihr anhaltender Erfolg trug dazu bei, sie in den nächsten Jahren zu einer wohlhabenden Frau zu machen.
Durch ihren Vertrag mit New York Ledger, sowie Royaltys erreichte sie ein ungefähres Jahreseinkommen von 10.000 US-Dollar, womit sie damals landesweit zur Gruppe der  bestbezahlten Autoren zählte.
Sie erwarb eine Villa nahe Washington und scharte dort in den nächsten Jahren die Literaten der Stadt um sich. 1876 ließ sie sich zwischenzeitlich in Yonkers, New York nieder, kehrte aber bald wieder auf ihr Anwesen bei Washington zurück, wo sie 1899 starb.
Ihr Grab befindet sich auf dem Oak Hill Cemetery im Stadtteil Georgetown.

## Werk

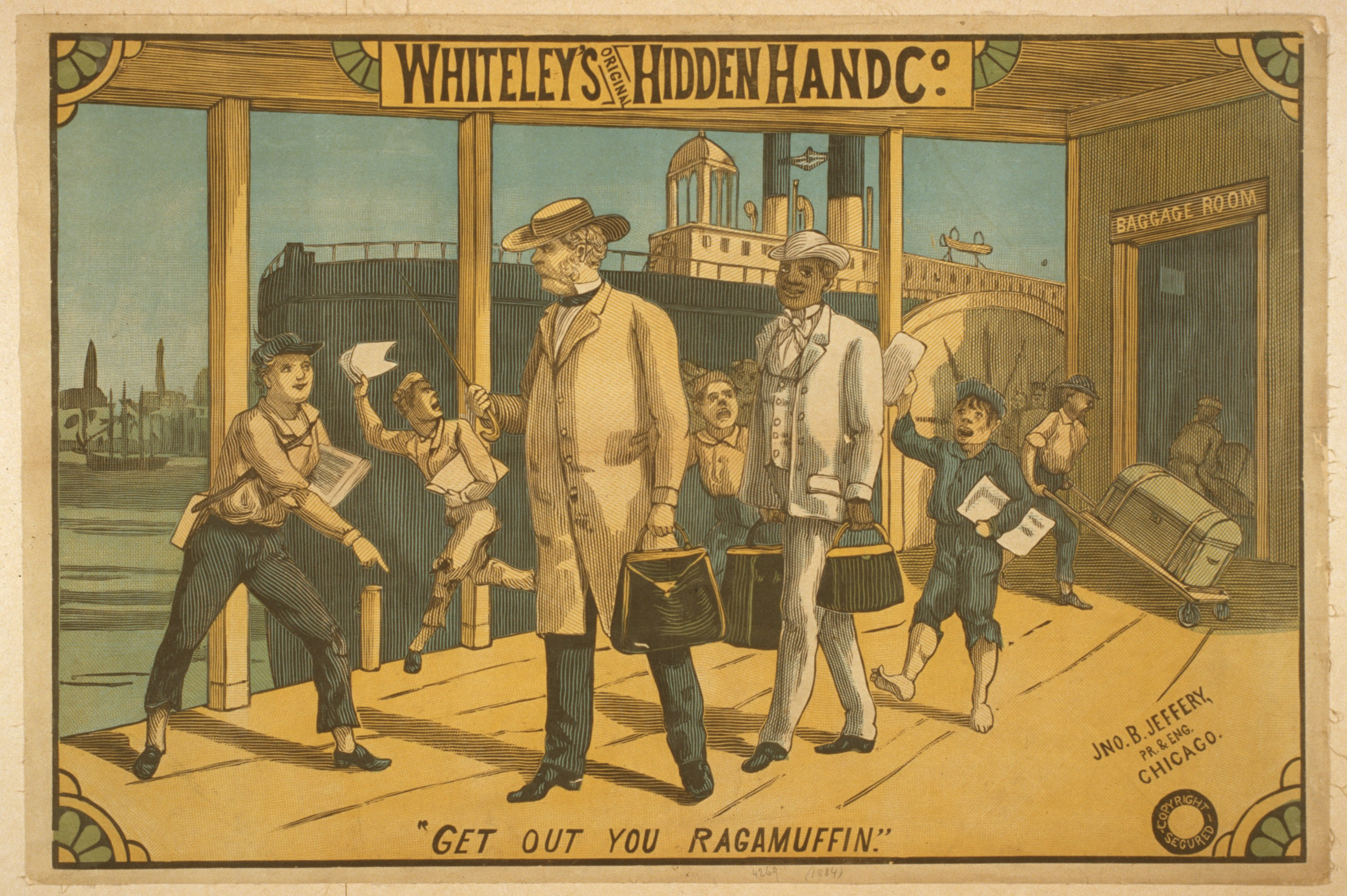
Southworths Roman The Hidden Hand (1859) wurde mehrfach als Theaterstück adaptiert. Hier ein Poster aus dem Jahr 1884

Als Autorin hat Southworth, je nach Angabe, mindestens 60, beziehungsweise über 70 Romane geschrieben. Alle ihre Werke erschienen zunächst als Fortsetzungsgeschichten in Wochen- oder Monatszeitschriften und wurden erst später – oft unter anderen Titeln – in Buchform veröffentlicht. Ihre ersten Romane erschienen in der Saturday Evening Post und der National Era, wo (1851) auch Onkel Toms Hütte von Harriet Beecher Stowe zuerst veröffentlicht wurde.
1856 schloss sie einen Exklusivvertrag mit der Wochenzeitschrift New York Ledger ab, die zu dieser Zeit eine Auflage von rund 400.000 Heften erreichte. Die Wochenzeitschrift, in der Southworth einen Großteil ihrer Romane veröffentlichte, erfreute sich insbesondere in den 1850er und 1860er Jahren großer Beliebtheit.
Zu ihren berühmtesten Werken zählen insbesondere ihr Erstlingsroman Retribution (1949) und der Roman The Hidden Hand (1959), der 1888 als Buch veröffentlicht und mehrfach als Theaterstück inszeniert wurde. Dabei war sie für ihre ausdrucksstarken, weiblichen Heldinnen bekannt, deren Handlungsmöglichkeiten durch die Moralvorstellungen der damaligen Zeit, sowie die vorherrschende Auslegung christlicher Werte begrenzt waren. Bis ins hohe Alter schrieb sie so im Schnitt rund zwei Romane pro Jahr. 1877 erschien eine erste Werkausgabe, die bereits 42 Bände umfasste.
Southworths Werke wurden vor allem von einem weiblichen Publikum gelesen und sind zum einen Ausdruck konventioneller Werteauffassungen ihrer Zeit – den Freuden der Häuslichkeit und der Ehe misst sie große Bedeutung bei. Zum anderen stellen viele ihrer sentimentalen Plots auch eskapistische Fantasien dar, in denen junge Frauen durch die Unbill des Schicksals auf sich allein gestellt sind und aus eigener Kraft ihr Leben meistern müssen, bis sich das Happy End in Form erfüllter Liebe oder eines wohlverdienten Geldsegens einstellt. Dieser Aspekt ihres Werks hat dazu geführt, dass Literaturkritiker vor allem in jüngster Zeit protofeministische Aussagen in ihren Werken zu erkennen glauben.
Als Folge der andauernden Kanonrevision und der zunehmend kulturwissenschaftlichen Ausrichtung der amerikanistischen Literaturwissenschaft ist seit den 1970er-Jahren verstärkt die Trivialliteratur im Allgemeinen und weibliche Autorinnen derselbigen im Besonderen ins Interesse der Forscher gerückt. Neben den Werken Harriet Beecher-Stowes und Louisa May Alcotts, Susan Warners The Wide, Wide World und Fanny Ferns Ruth Hall 1854 ist heute häufig Southworths wohl bekanntester Roman The Hidden Hand in Seminarplänen und Anthologien zur amerikanischen Literaturgeschichte aufgenommen worden.

## Veröffentlichungen
Alle Romane, die vom EBSCO Discovery Service als Teil Southworths Hauptwerk aufgeführt wurden – zu dem auch die 1846 veröffentlichte Kurzgeschichte The Irish Refugee zählt – entstanden bis einschließlich 1876.
- Retribution; or The Vale of Shadows: A Tale of Passion (1849)[5]
- The Deserted Wife (1850)
- The Mother-in-Law; or The Isle of Rays (1851)[5]
- Shannondale (1851)
- Virginia and Magdalene; or The Foster Sisters (1852)
- The Discarded Daughter; or the Children of the Ilse: A Tale of the Chesapeake (1852)
- The Curse of Clifton (1852)[5]
- Old Neighborhoods and New Settlements; or Christmas Evening Legends (1853)
- The Lost Heiress (1854)
- The Missing Bride; or, Miriam the Avenger (1855)[5]
- The Widow's Son (1857)
- India: The Pearl of Pearl River (1856)
- Vivian; or The Secret of Power (1857)[5]
- The Lady of the Isle; or, The Island Princess (1859)
- The Hidden Hand (1959)[5]
- The Haunted Homestead and Other Nouvellettes (1860)
- The Gipsy's Prophecy: A Tale of Real Life (1861)
- Hickory Hall; or The Outcast: A Romance of the Blue Ridge (1861)
- The Broken Engagement; or, Speaking theTruth for a Day (1862)
- Love's Labor Won (1862)
- The Fatal Marriage (1863)[5]
- The Bridal Eve (1864)
- Allworth Abbey (1865)
- The Bride of Llewellyn (1866)
- The Fortune Seeker; or, The Bridal Day (1866)
- The Coral Lady; or The Bronzed Beauty of Paris (1867)
- Fair Play; or The Test of Lone Isle (1868)
- How He Won Her: A Sequel to Fair Play (1969)
- The Changed Brides (1869)
- The Brides Fate: A Sequel to "The Changed Brides" (1869)
- The Family Doom; or The Sin of a Countess (1869)
- The Maiden Widow: A Sequel to the "Family Doom" (1870)[5]
- Cruel as the Grave (1871)
- Tried for Her Life (1871)
- The Lost Heir of Linlithgow (1872)
- The Noble Lord: The Sequel to "The Lost Heir of Linlithgow (1872)
- A Beautiful Fiend; or, Through the Fire (1873)[5]
- Victor's Triumphs: The Sequel to "A Beautiful Fiend" (1874)
- Ishmael; or, In the Depths (1876)
- Self-Raised; or, From the Depths: A Sequel to "Ishmael." (1876)[5]
- The Red Hill Tragedy: A Novel (1877)
- The Bride's Ordeal: A Novel (1877)
- Her Love or Her Life: A Sequel to "The Bride's Ordeal: A Novel (1877)
- Sybil Brotherton: A Novel (1879)
- The Trail of the Serpent; or, The Homicide at Hawke Hall (1880)
- Why Did He Wed Her? (1881)
- For Whose Sake? A Sequel to "Why Did He Wed Her?" (1884)
- A Deed Without a Name (1886)
- Dorothy Harcourt's Secret: Sequel to a "A Deed Without a Name." (1886)
- To His Fate: A Sequel to "Dorothy Harcourt's Secret" (undatiert)
- When Love Gets Justice: A Sequel "To His Fate." (undatiert)
- The Hidden Hand (1888)
- A Leap in the Dark: A Novel (1889)
- Unknown; or the Mystery of Raven Rocks (1889)
- Nearest and Dearest: A Novel (1889)
- Little Nea's Engagement: A Sequel to "Nearest and Dearest." (1889)
- For Woman's Love: A Novel (1890)
- An Unrequited Love: a Sequel to For Woman's Love (1890)
- The Lost Lady of Lone (1890)
- The Unloved Wife: A Novel (1890)
- When the Shadow's Darken: A Sequel to the Unloved Wife (undatiert)
- Lilith: A Sequel to "The Unloved Wife" (1891)
- Gloria: A Novel (1891)
- David Lindsay: A Sequel to Gloria (1891)
- "Em": A Novel (1892)
- Em's Husband (1892)
- The Mysterious Marriage: A Sequel to "A Leap in the Dark" (1893)
- A Skeleton in the Closet: A Novel (1893)
- Brandon Coyle's Wife: A Sequel to "A Skeleton in the Closet" (1893)
- Only a Girl's Heart: A Novel (1893)
- The Rejected Bride (1894)
- Gertrude Haddon (1894)
- Sweet Love's Atonement: A Novel (1904)
- Zenobia's Suitors: Sequel to Sweet Love's Atonement (1904)
- The Struggle of a Soul: A Sequel to "The Lost Lady of Lone" (1904)
- Her Mother's Secret (1910)
- Love's Bitterest Cup: A Sequel to Her Mother's Secret" (1910)
- When Shadow's Die: A Sequel to "Love's Bitterest Cup" (1910)
- When Love Commands (undatiert)
- Fulfilling Her Destiny: A Sequel to "When Love Commands (undatiert)
- The Initials: A Story of Modern Life (undatiert)